# Iwona Kutyna
Iwona Kutyna z domu Muczek (ur. 19 kwietnia 1975 w Tarnobrzegu) – polska dziennikarka radiowa i telewizyjna, konferansjerka.

## Radio
Pracę dziennikarską rozpoczęła w wieku 16 lat w tarnobrzeskim Radiu Leliwa, gdzie prezentowała Listę Przebojów Radia Leliwa (wspólnie z Rafałem Freyerem), czytała serwisy informacyjne oraz prowadziła audycje w południowym paśmie radia. W listopadzie 1999 otrzymała propozycję pracy w Radiu Kolor, prowadziła autorski program muzyczny. Następnie przeszła do Radia Plus, gdzie przedstawiała serwisy informacyjne. Od 2007 do 2009 roku czytała serwisy informacyjne w Programie I Polskiego Radia, a od czerwca 2015 do sierpnia 2016 była prezenterką serwisów informacyjnych w Programie IV Polskiego Radia. Od maja 2019 prowadzi pasmo Nastaw się na chillout w radiu Chillizet. Od 5 czerwca 2023 związana z radiem Zet jako redaktor Wiadomości Radia Zet.

## Telewizja
Pracę w telewizji zaczęła od magazynu Tenbit.pl w TVN. W 2001 została prezenterką serwisów informacyjnych w TVN24. Potem pracowała w TV4, gdzie prowadziła Dziennik oraz Flesz TV4. Następnie trafiła do Informacji (później Wydarzeń) w telewizji Polsat. W kwietniu 2006 przeszła do TVP2, gdzie do końca 2010 prezentowała Panoramę. Prowadziła również jedną z debat telewizyjnych przed wyborami parlamentarnymi w 2007. Od sierpnia 2009 do sierpnia 2013 była prezenterką Serwisów TVP Info. Od grudnia 2013 do czerwca 2014 była współprowadzącą interaktywnego programu poradnikowego Zapraszamy na kawę w TVP Regionalna, a od lipca 2015 do marca 2016 była prezenterką programu informacyjnego Polonia 24 i programu interaktywnego Halo Polonia w TVP Polonia. Od kwietnia do sierpnia 2016 ponownie prowadziła główne wydanie Panoramy oraz emitowany po jej zakończeniu program publicystyczny Po przecinku w TVP Info. Od grudnia 2024 ponownie w Telewizji Polsat, gdzie jest jedną z prowadzących  serwisu informacyjnego Wydarzenia wieczorne na antenach Polsat News i Wydarzenia24. Na antenie Polsat News od 25 stycznia 2025 nadawany jest również jej program Cztery strony mediów Iwony Kutyny, w którym rozmawia o bieżących wydarzeniach społeczno-politycznych z przedstawicielami czterech różnych redakcji ogólnopolskich dzienników, tygodników lub portali internetowych.

## Internet
Od połowy sierpnia 2016 do końca września 2022 pracowała w redakcji portalu Onet.pl, gdzie prowadziła serwis informacyjny Onet24, a później była jednym z gospodarzy porannego programu Onet Rano. W marcu 2023 przeszła do redakcji „Super Expressu”, w której została jednym z gospodarzy programu wideo Wieczorny Express.

## Filmografia
- 2010 – Sprawiedliwi (serial telewizyjny), jako prezenterka TV.

## Wyróżnienia zawodowe
W 2008 była nominowana do TeleKamery w kategorii Informacje.

## Życie prywatne
Prywatnie przez osiem lat (1998–2007) związana z Tomaszem Kinem. Związek z młodszym od siebie Kinem doprowadził do rozpadu jej małżeństwa z Tomaszem Kutyną i przyczynił się do jej wyjazdu z Tarnobrzega i rozpoczęcia życia w Warszawie.